# Trutnov-Poříčí (nádraží)
Trutnov-Poříčí je jeden ze dvou obvodů stanice Trutnov střed a současně železniční zastávka, dříve samostatná železniční stanice. Nachází v severovýchodní části Trutnova na katastrálním území Poříčí u Trutnova. Stanice leží v km 128,972 = km 47,047 (v místě je změna staničení) trati Jaroměř–Trutnov, ze které v Trutnově–Poříčí odbočuje trať Trutnov–Sędzisław, obě tratě jsou neelektrizované a jednokolejné.

## Historie
Nádraží s tehdejším názvem Trautenau bylo zprovozněno 1. srpna 1868 v rámci zahájení provozu v úseku trati Svatoňovice–Královec. 29. října 1870 byla otevřena trať mezi dnešními nádražími Trutnov hlavní nádraží a Trutnov-Poříčí (jako součást trati Velký Osek – Trutnov). Téhož dne došlo k přejmenování poříčské stanice Trautenau na Parschnitz, neboť název Trautenau převzala stanice v centru Trutnova, čili pozdější hlavní nádraží.
V roce 1918 byl zaveden český název stanice Poříčí u Trutnova, v letech 1938 až 1945 se nakrátko vrátilo německé označení Parschnitz. V roce 1945 se vrátilo české pojmenování Poříčí u Trutnova, od roku 1958 se používá název Trutnov-Poříčí.
V roce 2009 došlo k racionalizaci uzlu sestávajícího ze sousedních stanic Trutnov střed a Trutnov-Poříčí, což zahrnovalo především zřízení nového společného staničního zabezpečovacího zařízení pro obě stanice.
Od 12. prosince 2021 není zastávka pravidelně využívána pro nástup a výstup cestujících.

### Budoucnost
Správa železnic plánuje vysokorychlostní trať ve směru Praha – Hradec Králové – Trutnov – státní hranice ( – Vratislav) (rameno RS5). Podle studie proveditelnosti na VRT Podkrokonoší dokončené v roce 2024 nemají vlaky z/do Polska v Trutnově zajíždět na hlavní nádraží, ale mají zastavovat na novém terminálu Trutnov-Poříčí v místě současné zastávky Trutnov-Poříčí. Na terminál má již Správa železnic hotový architektonický návrh.

## Popis nádraží

### Před rokem 2009
Stanice byla vybavena mechanickým zabezpečovacím zařízením I. kategorie se světelnými vjezdovými návěstidly (stanice neměla odjezdová návěstidla), všechny výhybky byly ručně přestavované bez závislosti na návěstidlech, výjimkou byla pouze ústředně přestavovaná výhybka č. 16, což byla první výhybka ve směru od Královce. Provoz ve stanici řídil výpravčí, který byl současně dirigujícím dispečerem pro trať Trutnov-Poříčí – Žacléř ve spolupráci s dozorci výhybek I a II, kteří přestavovali výhybky. Výpravčí a dozorce výhybek I měli své stanoviště v dopravní kanceláři ve výpravní budově, dozorce výhybek II na stanovišti II u zhlaví směr Trutnov střed.
Ve stanici bylo pět dopravních kolejí (číslovány od budovy 1, 2, 4, 6 a 8), před budovou ještě byla kusá manipulační kolej č. 3 zapojená do malosvatoňovického zhlaví, z této koleje pak ještě odbočovala kusá kolej č. 3a směrem k Malým Svatoňovicím. Na opačném zhlaví pak byla zapojena kusá manipulační kolej č. 5. Nástupiště s úrovňovým přístupem byla zřízena u kolejí č. 1 (panelové, délka 140 m), 2 (panelové, 95 m) a 4 (sypané, 42 m). S ohledem na konfiguraci zhlaví nebyla možná jízda směr Královec z koleje č. 1.
Vjezdové návěstidlo L od Malých Svatoňovic bylo v km 46,452, PS od Trutnova středu v km 128,104 a KS od Královce v 47,801. Vzhledem k velmi malé vzdálenosti stanic Trutnov-Poříčí a Trutnov střed bylo vjezdové návěstidlo PL do Trutnova středu umístěno přímo na zhlaví stanice Trutnov-Poříčí (v km 128,638). Zatímco vjezdová návěstidla L a PS obsluhoval výpravčí, návěstidlo KS obsluhoval dozorce výhybek II.
Jízdy vlaků z/do sousedních stanic Malé Svatoňovice a Trutnov střed byly zabezpečovány telefonickým dorozumíváním, z/do dopravny Královec byla doprava organizována dirigováním.

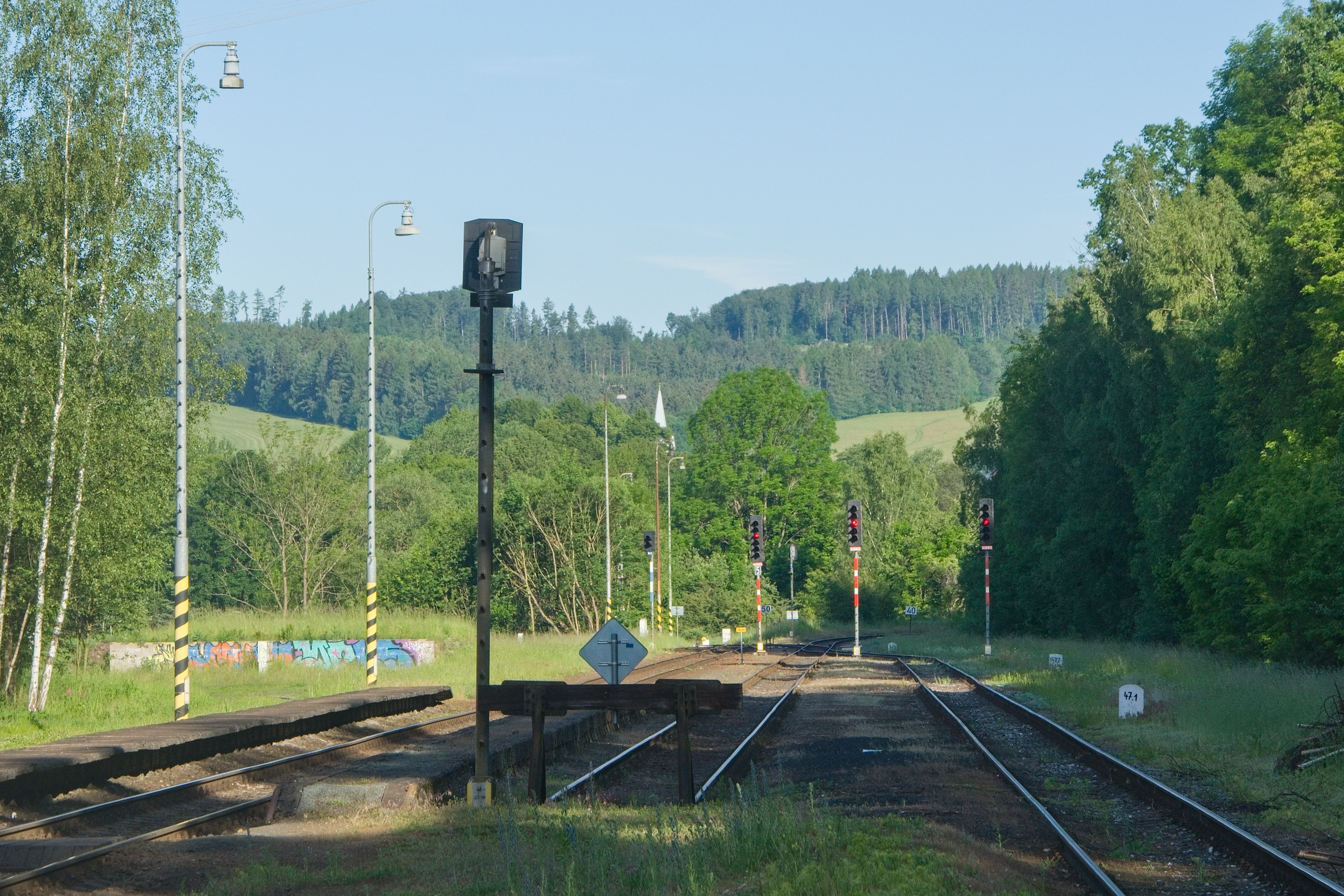
Pohled směrem ke zhlaví směr Trutnov střed a Královec, v popředí cestové návěstidlo Sc102 ukončující kolej č. 102

### Po roce 2009
Trutnov-Poříčí je obvodem stanice Trutnov střed. Hranicí mezi obvody Trutnov-Poříčí a Trutnov střed je cestové návěstidlo Lc99 v km 128,151. Stanice je vybavena elektronickým stavědlem ESA 11, které obsluhuje výpravčí v dopravní kanceláři Trutnov střed pomocí JOP. Volnost kolejových úseků je zjišťována pomocí počítačů náprav. Všechna návěstidla jsou světelná. Obvod je kryt z návazných traťových úseků vjezdovými návěstidly L (od Malých Svatoňovic) v km 46,530 a KS (od Královce) v km 47,580.
Ve stanici jsou tři dopravní koleje, při pohledu od budovy je nejdříve kolej č. 101 (užitečná délka 392 m), následují koleje č. 102 (203 m. kusá odjezdová a vjezdová kolej směr Trutnov střed a Královec) a kolej č. 104 (355 m). Zůstala zachována pouze manipulační kolej zapojená do zhlaví směr Trutnov střed, označená je číslem 103. Všechny výhybky jsou vybaveny ústředně ovládanými elektromotorickými přestavníky, které mají rovněž elektrický ohřev (s výjimkou výhybky pro napojení manipulační koleje). S ohledem na konfiguraci zhlaví není možná jízda směr Královec z koleje č. 101.
U všech dopravních kolejí jsou nástupiště zastávky Trutnov-Poříčí: u koleje č. 101 je vnější jednostranné nástupiště o délce 140 m, u koleje č. 102 vnitřní jednostranné nástupiště o délce 64 m a u koleje č. 104 je vnitřní nástupiště o délce 75 m. Nástupiště u kolejí 101 a 102 mají pevnou nástupní hranu ve výšce 300 mm, nástupiště u koleje č. 104 je sypané, příchod na nástupiště u kolejí č. 102 a 104 je úrovňový.
V zastávce je zřízen rozhlas, kterým jsou cestující informováni o jízdách vlaků.